# 吉爾默縣 (西維吉尼亞州)
吉爾默縣（英語：Gilmer County）是美国西維吉尼亞州中北部的一個縣，面積881平方公里。根據2020年美國人口普查，共有人口7,408人。縣治格林維爾（Glenville）。該縣成立於1845年2月3日，縣政府成立於5月15日；縣名紀念歷任維珍尼亞州州長、聯邦眾議員和美国海军部长的湯瑪斯·沃克·吉爾默（Thomas Walker Gilmer）。